# تشيتشا أماتاياكول
تشيتشا أماتاياكول هي ممثلة،مغنية وعارضة تايلاندية ولدت في 5 أغسطس 1993.